# 前島勘一郎

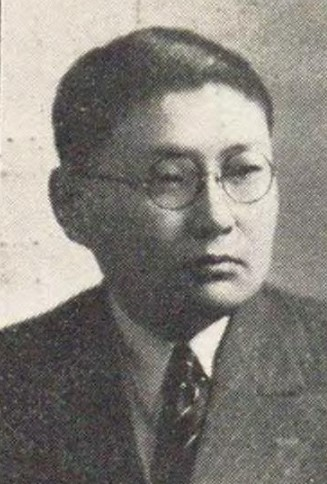
前島勘一郎

前島 勘一郎（まえじま かんいちろう、1903年（明治36年）2月13日 - 1981年（昭和56年）2月25日）は、昭和期の実業家、政治家、華族。貴族院男爵議員。

## 経歴
実業家・前島弥の長男として生まれる。父の死去に伴い、1935年（昭和10年）7月1日、男爵を襲爵した。
1929年（昭和4年）東京帝国大学農学部を卒業。1936年、早稲田大学出版部理事となる。その他、肥田製作所取締役などを務めた。
1946年（昭和21年）5月11日、貴族院男爵議員補欠選挙で当選し、公正会に所属して活動し1947年（昭和22年）5月2日の貴族院廃止まで在任した。

## 親族
- 祖父：前島密[1]
- 妻：太津子（たつこ、長谷川信太郎二女）[1]
- 妹：鉄（伊達十郎夫人）・鋼（福井淳夫人）[1]